# Затерянный мир (роман, 1995)
«Затерянный мир» (англ. The Lost World) — научно-фантастический роман американского писателя Майкла Крайтона, написанный в 1995 году. Является продолжением романа «Парк юрского периода» (1990 года). По мотивам романа вышел фильм — «Парк юрского периода 2: Затерянный мир» (1997 год).

## История написания
После публикации романа «Парк юрского периода» в 1990 году, фанаты первой книги требовали от Крайтона продолжения. Более того, успех одноимённой экранизации — «Парк юрского периода» (1993 год) — привёл к тому, что режиссёр Стивен Спилберг также выразил заинтересованность в сценарии для съёмок сиквела.
Крайтон скептически относился к идеи написания нового романа, так как до этого в творчестве к продолжению своих произведений ни разу не прибегал. Однако уже в марте 1994 года заявил, что у него возникла идея для сюжета следующей книги, поэтому скорее всего в ближайшем будущем возможно появление сиквела и его одноимённая экранизация.
Несмотря на то, что персонаж Ян Малкольм погиб в первом романе дилогии, Крайтон решил его «воскресить». Роман был переведён и издан на русском языке в 1996 году.

## Сюжет
Прошло шесть лет с тех пор, как в парке развлечений с клонированными динозаврами произошла катастрофа. Миллионеру Джону Хаммонду не удалось воплотить в жизнь свой амбициозный проект. Однако, стало известно, что животных для парка выращивали за пределами острова Исла Нублар, где находился «витринный» зоопарк Хаммонда.
Настоящим местом создания динозавров был «Объект Б» на острове Сорна. Из-за не слишком успешных результатов клонирования, Хаммонд был вынужден установить огромную промышленную фабрику по выращиванию динозавров, так как для получения одного динозавра нужно было вырастить тысячи эмбрионов. «Здесь, на другом острове, вдали от общественного внимания Хаммонд мог свободно проводить свои исследования и справляться с неприятной правдой за пределами своего великолепного парка».
Палеонтологу Ричарду Левину удаётся установить точное местонахождение «Объекта Б» и организовать экспедицию, которая позволила бы исследовать поведение этих доисторических существ и, возможно, узнать причину вымирания динозавров. Однако, одновременно об острове узнаёт руководитель генетической компании Льюис Доджсон, который отправляется на «Объект Б», чтобы заполучить яйца всех имеющихся на острове динозавров. Их встреча на острове приводит к неожиданным негативным последствиям.

## Персонажи

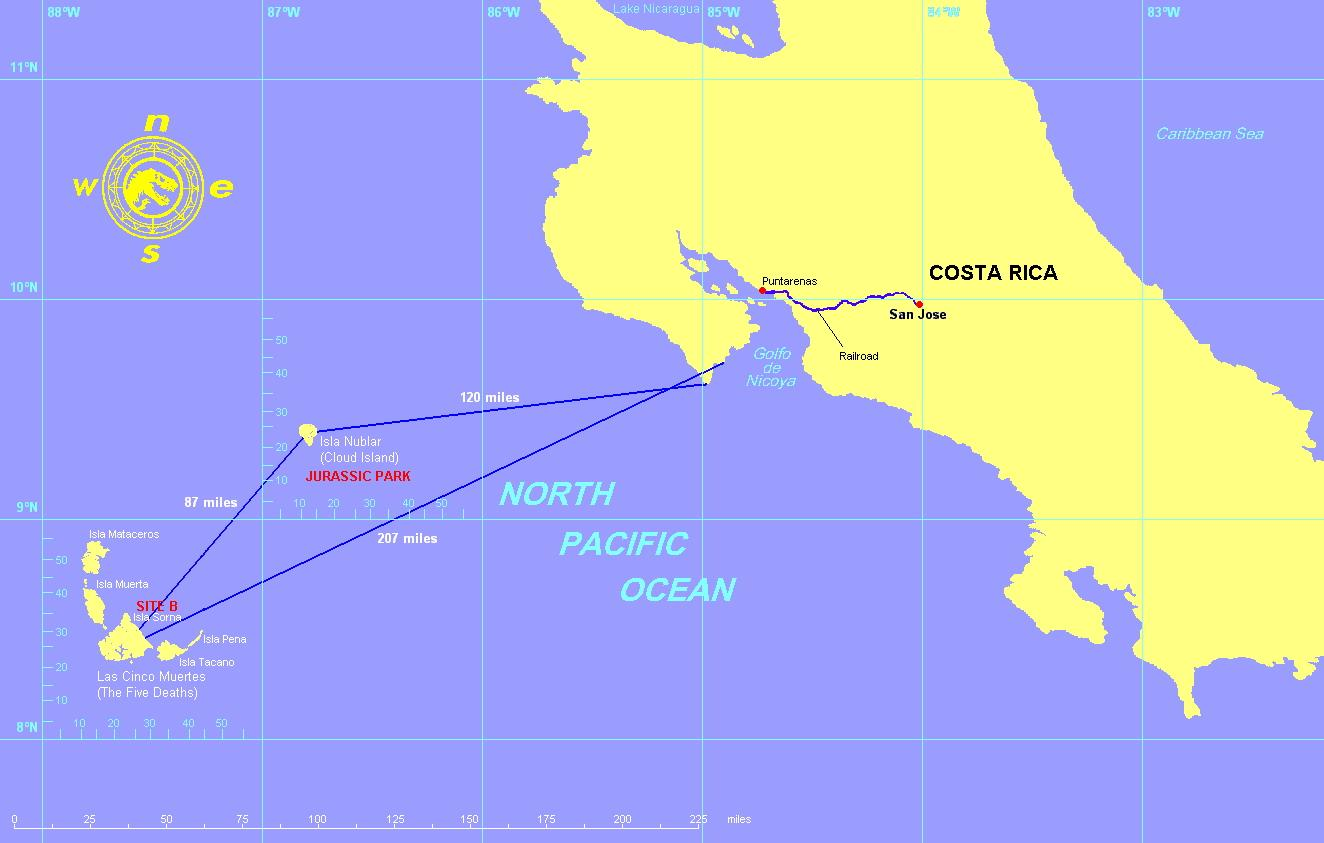
Расположение острова Исла Нублар и острова Сорна

- Ричард Левайн — богатый палеонтолог из Беркли, один из лучших специалистов в своей области. «Он был известен своей фотографической памятью, самомнением, острым языком и нескрываемым удовольствием, которое получал, указывая на ошибки коллег». Однако, не занимался полевыми исследованиями, а путешествовал по миру, с целью проверки находок других исследователей, которые не могли обойтись без его экспертного мнения. Одержимый идеей Затерянного Мира был убеждён, что в изолированных местах планеты до сих пор можно встретить динозавров, которые совсем не вымерли, а спокойно живут в отдалённых уголках Земли. Организатор экспедиции на остров Сорна, один из частных островов вблизи берега Коста-Рики. Застрял на острове и за ним отправилась экспедиция.
- Ян Малкольм — сорокалетний эксперт по теории хаоса, лектор в Институте Санта-Фе. Во время путешествия на остров Сорна получил тяжёлое ранение (в СМИ даже появлялась информация о его смерти) и теперь прихрамывал на одну ногу. Имел аскетический вид и одевался в чёрное. Один из участников экспедиции. Поранил ногу, когда тираннозавры напали на трейлер.
- Сара Хардинг — полевой биолог, доцент в Принстонского университета, этолог, изучающий поведение хищников (львов, гиен) в Восточной Африке. В течение года помогала Малкольму залечивать раны после многочисленных операций. Стала участницей экспедиции. Поранила голову при нападении тираннозавров на трейлер. Дочь ветеринара Джерри Хардинга.
- Джек Торн — руководитель компании «Mobile Field Systems», которая находится в Вудсайде. Бывший профессор прикладной инженерии с креативным подходом к преподаванию (постоянно побуждал студентов решать прикладные инженерные задачи). Вместе со своим коллегой Эдди Карром для экспедиции разработал два трейлера и «Эксплорер». Старейший участник экспедиции, мужчина лет пятидесяти пяти. Спас Левайна из гнезда тираннозавров.
- Эдди Карр — 24-летний старший мастер в компании «Mobile Field Systems»; помощник Джека Торна. Мастер на все руки, который может что-починить или сконструировать. Закончив три года назад колледж, пошёл работать в компанию Торна с надеждой заработать денег и вернуться к учёбе, чтобы получить учёную степень. Делал много полезного для экспедиции, но при нападении рапторов свалился с вышки и был ими убит.
- Келли Куртис — семиклассница средней школы в Вудсайде. Одна из самых одарённых учениц Ричарда Левайна, который по решению суда должен был преподавать в местной школе за превышение скорости на своём «Феррари». Келли увлекается научными трудами Сары Хардинг. Вместе с Арби спряталась в трейлере и тайно прибыла на остров.
- Арби Бентон — одиннадцатилетний мальчик, который перескочил два класса и теперь учился в одном классе с Келли. Юный гений, разбирающийся в компьютерах. Вместе с Келли спрятался в трейлере и тайно прибыл на остров.
- Льюис Доджсон — руководитель генетической компании «BioSyn». Занимается кражей разработок, которые совершили другие генетические компании.. Вместе с Джорджем Безелтоном и Говардом Кингом отправляется на остров Сорна, чтобы заполучить яйца всех имеющихся на острове динозавров. Потерпел неудачу и был убит тираннозавром.
- Джордж Безелтон — профессор биологии в университете Регис. Компания «Биосин» наняла его для улучшения своего имиджа. Вместе с Льюисом Доджсоном и Говардом Кингом отправляется на остров Сорна, чтобы заполучить яйца всех имеющихся на острове динозавров. Попытался украсть яйцо тираннозавра, но был убит им.
- Говард Кинг — помощник Льюиса Доджсона. Сотрудник компании «BioSyn». Личный помощник Доджосона. Вместе с Льюисом Доджсоном и Джорджем Безелтоном отправляется на остров Сорна, чтобы заполучить яйца всех имеющихся на острове динозавров. Сумел спастись и почти сбежать с острова, но был атакован рапторами и убит.
- Диего — молодой парень, который отправился на остров вместе с Левайном, но был убит напавшими на них карнотаврами.

## Список динозавров упомянутых в романе
| - Апатозавр - Орнитолестес - Мусзавр - Карнотавр - Прокомпсогнат - Трицератопс - Дриозавр - Паразауролоф | - Майазавр - Стегозавр - Этозавр - Тираннозавр - Галлимим - Велоцираптор - Пахицефалозавр |

## Экранизация
В 1997 году режиссёр Стивен Спилберг снял фильм «Парк юрского периода: Затерянный мир».